# Maria Maniak
Maria Maniak (ur. 5 kwietnia 1911 we wsi Przemyków, zm. 4 marca 1998 w Warszawie) – członkini Batalionów Chłopskich, posłanka II kadencji Sejmu PRL, dama Krzyża Srebrnego Orderu Wojennego Virtuti Militari.

## Życiorys
Urodziła się w rodzinie rolników – Jana i Franciszki z domu Noga. W roku 1925 ukończyła szkołę powszechną. W latach 1925–1930 kształciła się w państwowym Gimnazjum Żeńskim im. Narcyzy Żmichowskiej w Warszawie (maturę zdała w 1930). Następnie ukończyła historię na Uniwersytecie Warszawskim (lata 1930–1935), uzyskując dyplom magistra, a w latach 1935–1936 skończyła Studium Pedagogiczne przy Uniwersytecie Warszawskim. Do wybuchu II wojny światowej pracowała dorywczo (między innymi w Instytucie Najnowszej Historii Polski). Od młodości związana z ruchem ludowym – członkini Polskiej Akademickiej Młodzieży Ludowej (od 1930), Związku Młodzieży Wiejskiej RP „Wici” i Stronnictwa Ludowego (od 1931). We wrześniu 1939, służąc w oddziale Przysposobienia Wojskowego Kobiet, niosła pomoc żołnierzom przejeżdżającym przez Warszawę. Podczas okupacji, od października 1939, należała do grupy ludowców organizującej struktury Służby Zwycięstwu Polski. Od 1940 współorganizatorka konspiracyjnego Stronnictwa Ludowego „Roch”. W październiku 1940 objęła stanowisko szefa łączności i kolportażu w Komendzie Głównej Batalionów Chłopskich.
Aresztowana 2 października 1941 i osadzona na Pawiaku (do 25.8.1942), następnie w Oświęcimiu (25.8.1942-28.10.1944) i Ravensbrück (29.10.1944-25.4.1945). We wszystkich miejscach osadzenia brała czynny udział w ruchu oporu. Z Ravensbrück wywieziona do Szwecji skąd powróciła w listopadzie 1945. Po wojnie piastowała stanowisko sekretarza Prezydium Zarządu Głównego Związku Młodzieży Wiejskiej RP (1945-1948), należała również do Polskiego Stronnictwa Ludowego (1945-1947). Następnie pełniła funkcję kierowniczki Wydziału Historycznego i przewodniczącej Komisji Historycznej Naczelnego Komitetu Wykonawczego ZSL. W latach 1957–1961 była z ramienia Zjednoczonego Stronnictwa Ludowego posłanką na Sejm Polskiej Rzeczypospolitej Ludowej II kadencji.
W dniu 30 maja 1945 została przez ppłk. Franciszka Kamińskiego awansowana do rangi majora i odznaczona Orderem Virtuti Militari 5 klasy. Nadanie to zostało pozytywnie zweryfikowane w dniu 13 maja 1966 przez Główną Komisję Weryfikacyjną ds. Oznaczeń przy Zarządzie Głównym ZBoWiD. Decyzją Ministra Obrony Narodowej z 12 maja 1994 Maria Maniak została awansowana do stopnia podpułkownika Wojska Polskiego.
Spoczywa na cmentarzu wojskowym na Powązkach (kwatera: A3 tuje, rząd: 3, miejsce: 8).

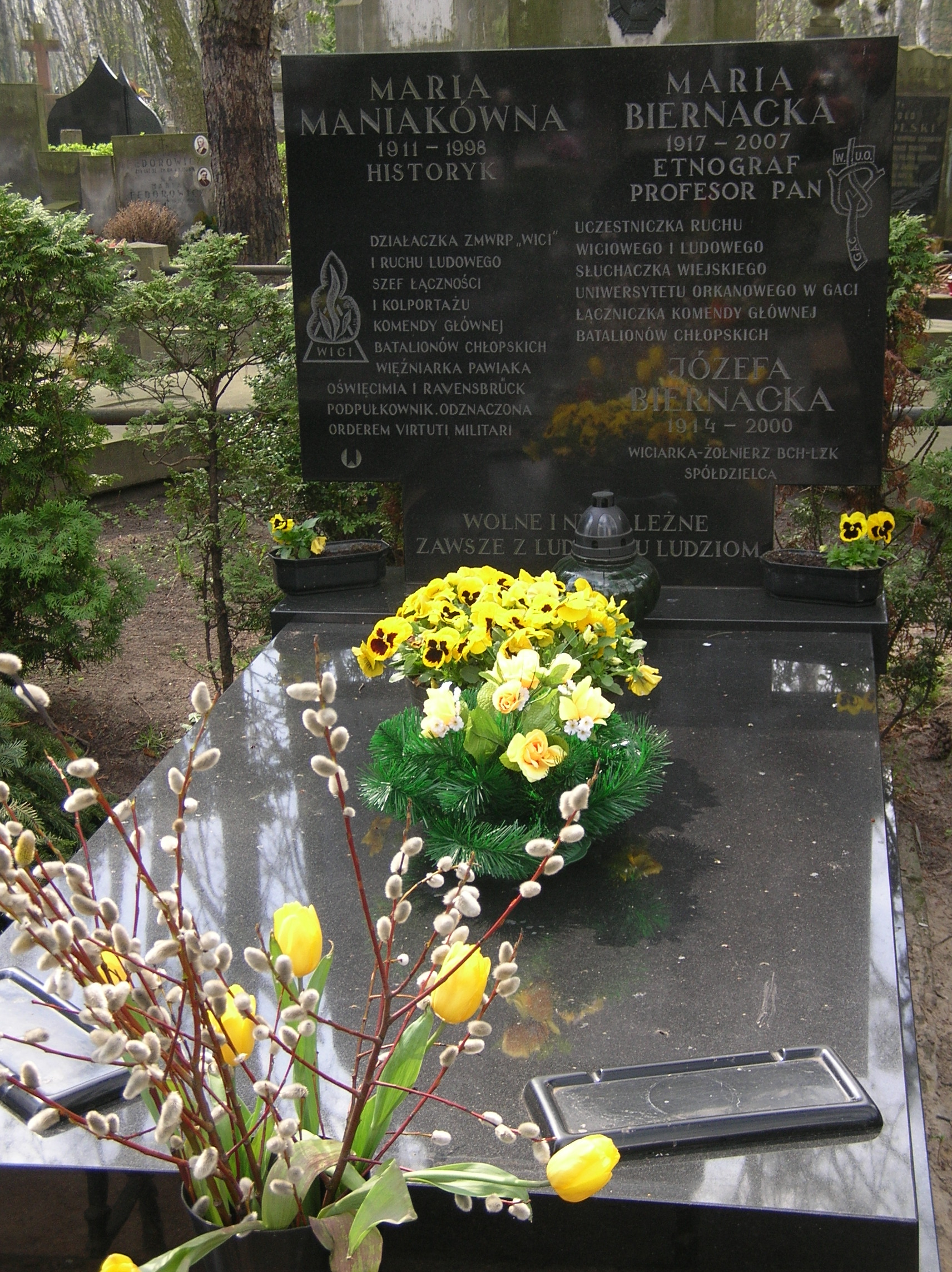
Grób Marii Maniak i Marii Biernackiej na Wojskowych Powązkach

## Odznaczenia
- Krzyż Srebrny Orderu Wojennego Virtuti Militari (30.5.1945)[d]
- Krzyż Komandorski z Gwiazdą Orderu Odrodzenia Polski (pośmiertnie, 1998)[3]
- Krzyż Kawalerski Orderu Odrodzenia Polski (1955)[e]
- Złoty Krzyż Zasługi (1959)[f]
- Krzyż Partyzancki[g]
- Krzyż Batalionów Chłopskich[h]
- Krzyż Oświęcimski[i]